# 埃弗里鎮區 (密歇根州)
埃弗里鎮區（英語：Avery Township）是位於美國密歇根州蒙莫朗西縣的一個行政鎮區。

## 地方資料
埃弗里鎮區的面積為91.40平方千米，當中陸地面積為90.70平方千米，而水域面積為0.70平方千米。根據2020年美國人口普查的數據，當地共有人口662人，而人口密度為每平方千米7.24人。